# Taner Sahintürk

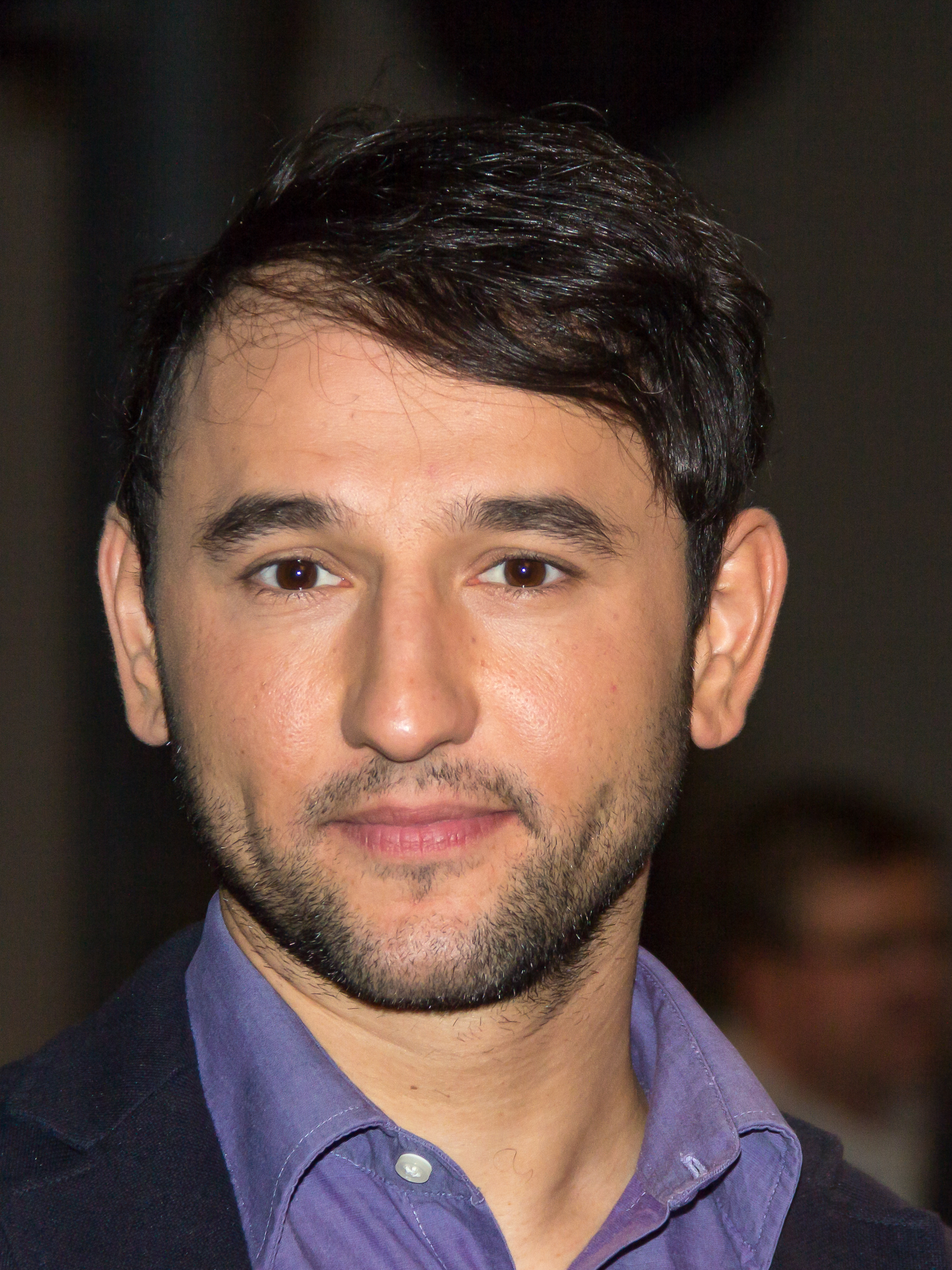
Taner Sahintürk im Film „Der Kuaför aus der Keupstraße“

Taner Sahintürk (auch Şahintürk; * 1978 in Castrop-Rauxel) ist ein deutscher Schauspieler türkischer Abstammung.

## Leben
Sahintürk besuchte von 2002 bis 2006 die Staatliche Hochschule für Musik und Darstellende Kunst in Stuttgart. Während dieser Zeit arbeitete er bereits als Gast des Württembergischen Landestheaters Esslingen und des Staatstheaters Stuttgart. Des Weiteren war er an diversen Hörspiel- und Rundfunkproduktionen des Südwestrundfunks beteiligt. Seit 2001 ist er in unterschiedlichen Film- und Fernsehproduktionen bzw. Projekten zu sehen. An das Ende des Studiums 2006 knüpfte nahtlos ein erstes Festengagement am Nationaltheater Mannheim an.
2011 wurde er festes Ensemblemitglied des Düsseldorfer Schauspielhauses. Er arbeitete dort mit den Regisseuren Johann Kresnik, Burkhard C. Kosminski, Simon Solberg, Calixto Bieito, Staffan Valdemar Holm, Nora Schlocker, Andrea Breth, Lukas Langhoff, Nurkan Erpulat, Hakan Savas Mican, Sebastian Nübling, Nora Abdel-Maksoud, Falk Richter, Sebastian Baumgarten und Yael Ronen.
Seit August 2013 ist er Ensemblemitglied am Maxim-Gorki-Theater Berlin.

## Theater
- Woyzeck (Woyzeck, Büchner)
- Orin (Trauer muss Elektra Tragen, O’Neill)
- Clavigo (Clavigo, Goethe)
- Banquo (Macbeth, Shakespeare)
- Andreas Baader (Gudrun Ensslin, Klimke)
- Loup Swan (Schwarze Minuten, Ostermeier)
- Peer Gynt (Peer Gynt, Ibsen)
- Romeo (Romeo & Julia, Shakespeare)
- Pericle (Pericle der Schwarze, Ferrandino)
- Danny (Danny and the Deep Blue Sea, Shanley)
- Brick (Die Katze auf dem heißen Blechdach, Williams)
- Mani (Hamlet ist tot - Keine Schwerkraft, Palmetshofer)
- Laertes (Hamlet, Shakespeare)
- Alwa (Lulu, Wedekind)
- Peter (Verwanzt, Letts)
- Rotarmist (Marija, Babel)
- Diverse (Richard III., Shakespeare)
- Diverse (Der Process, Kafka)
- Max/Moritz (Max & Moritz, Busch)
- Audrey, Diverse (Wie Es Euch Gefällt, Shakespeare)
- Merkl Franz (Kasimir und Karoline, Horvath)
- Lopachin (Der Kirschgarten, Tschechow)
- Paul Anton (Die Übergangsgesellschaft, Braun)
- Ali (Angst essen Seele auf, Fassbinder)
- Siegfried (Die Nibelungen, Hebbel)
- Michail (Das Kohlhaas-Prinzip, Ronen)
- Othello (Othello, Shakespeare)
- Glaube Liebe Hoffnung (Schupo Alfons Klostermeyer, von Horváth)
- Taner (Yes But No, Ronen)
- Dolph Lundgren (The Sequel, Abdel-Maksoud)
- NN (In My Room, Falk Richter)

## Filmografie
- 2006: Aufrecht Stehen
- 2014: Der Kuaför aus der Keupstraße (Dokumentation)
- 2014: Schuld
- 2014: Tatort: Verbrannt

- 2017: SOKO Köln (Fernsehserie)
- 2022: Souls (Fernsehserie)

- 2022: Echt (Fernsehserie)
- 2022–2024: Kleo (Fernsehserie)
- 2024: Die Stinos

## Hörfunk-Features / -Dokumentationen
- 2006: Schiefe Gedanken von Martiern, Menschen und Ameisen – Die phantastischen Welten des Kurd Laßwitz – Autor: Thomas Gaevert – SWR2, 30 Min.[3]

## Auszeichnungen
- Rising Movie Talent Award, Filmfest München
- Solopreis, Theatertreffen deutscher Schauspielschulen Frankfurt am Main
- Nominierung Deutscher Theaterpreis, FAUST 2014 als bester Schauspieler